# Saduriella losadai
Saduriella losadai es una especie de crustáceo isópodo marino de la familia Chaetiliidae.

## Distribución geográfica
Se distribuye por el Atlántico ibérico, desde las costas de Galicia hasta el estuario del Guadalquivir.